# Ernst von Romberg

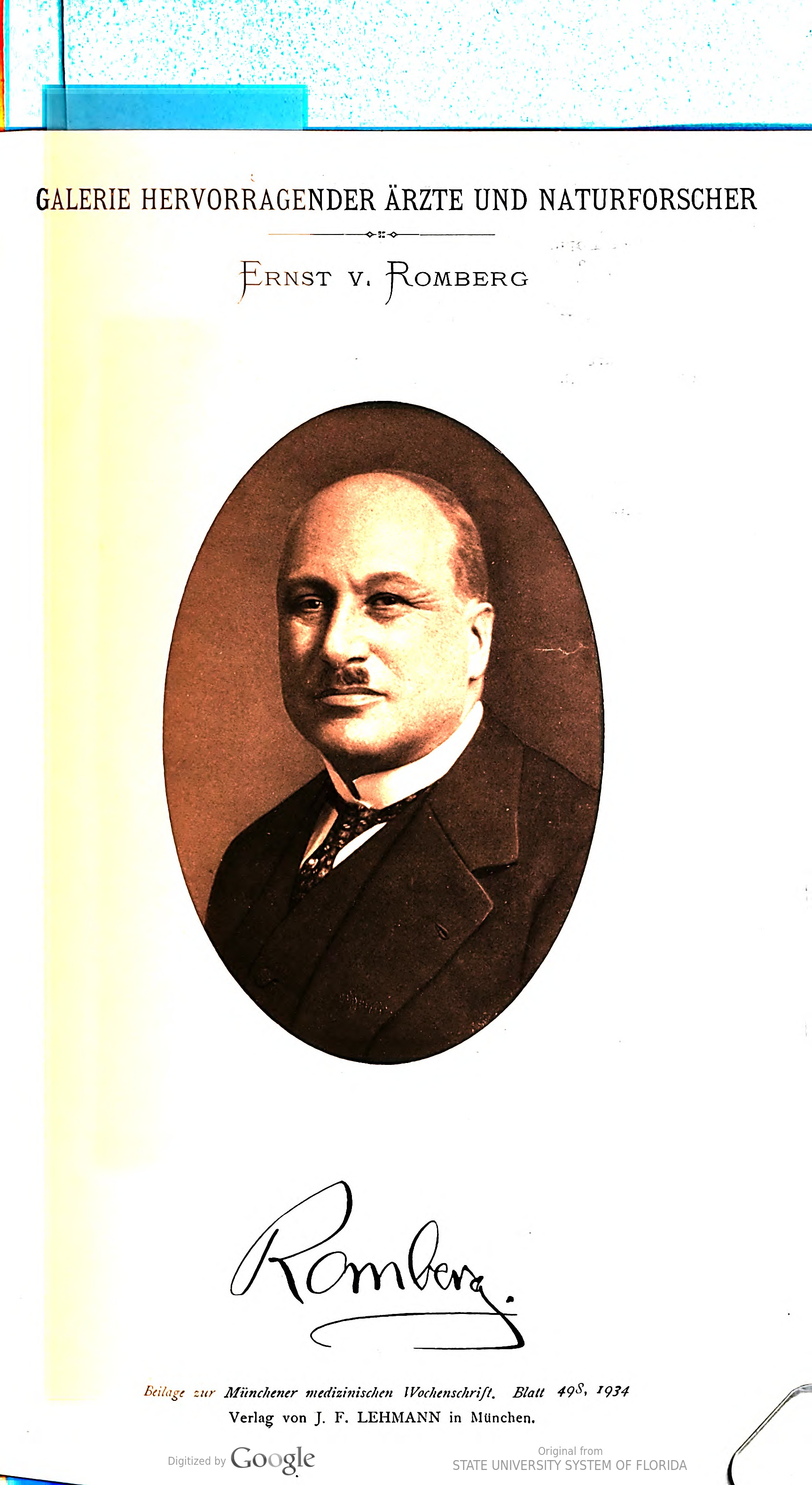
Ernst von Romberg (Internist, 1865–1933)

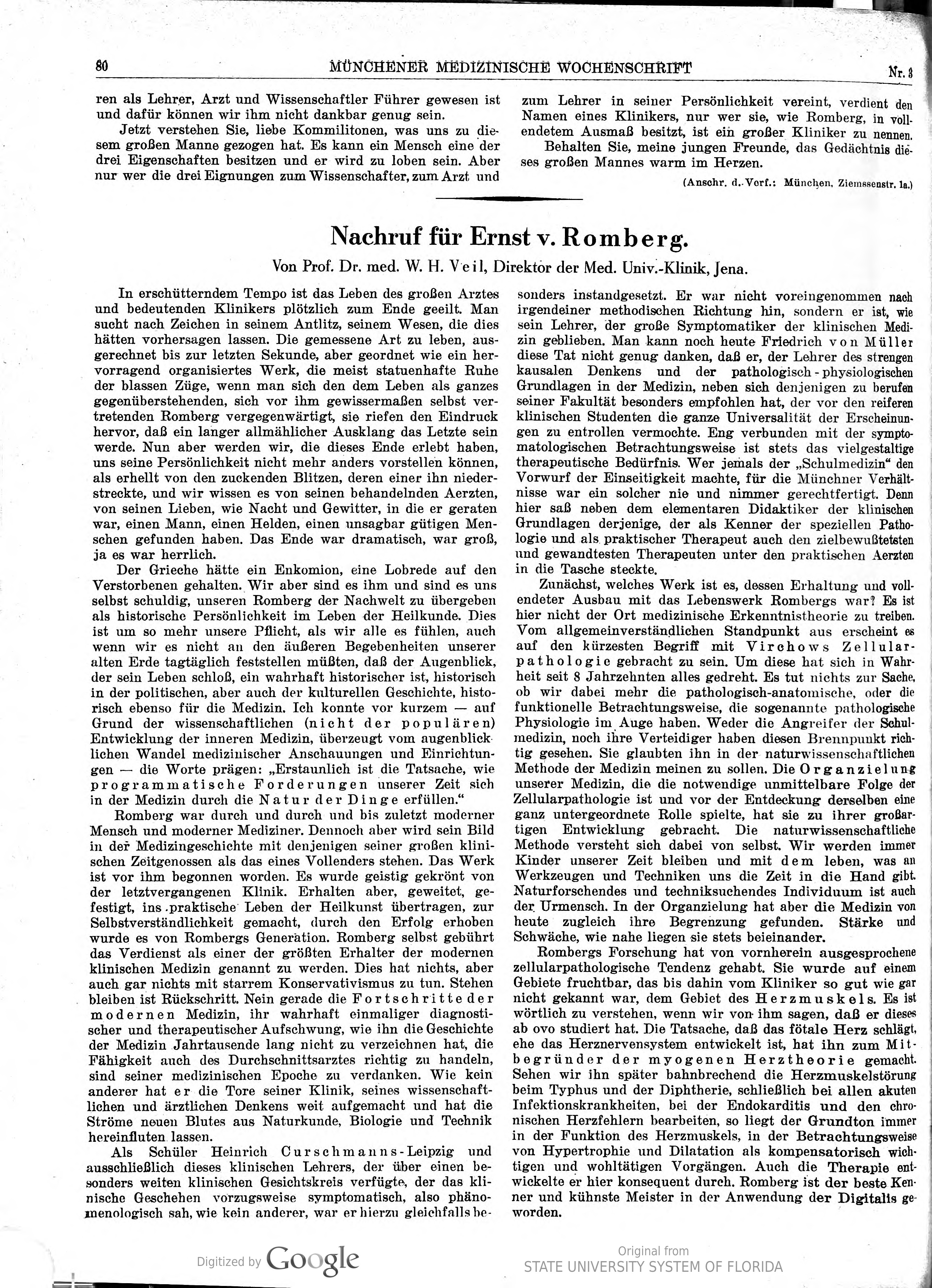
Nachruf auf Ernst von Romberg (Internist, 1865–1933) in der Münchener Medizinischen Wochenschrift 81.1934, S. 80

Ernst von Romberg (* 5. November 1865 in Berlin; † 18. Dezember 1933 in München) war ein deutscher Internist und Geheimer Medizinalrat.

## Werdegang
Romberg studierte an den Universitäten in Tübingen, Heidelberg, Berlin und Leipzig. 1888 wurde er an der Universität Leipzig promoviert. Er wurde Assistent in Leipzig bei Heinrich Curschmann. 1891 beschrieb er erstmals die pulmonale Hypertonie. Romberg war Mitherausgeber des Journals „Zentralblatt für die gesamte Tuberkuloseforschung“ in Berlin. 1891 erfolgte die Habilitation in Innerer Medizin.

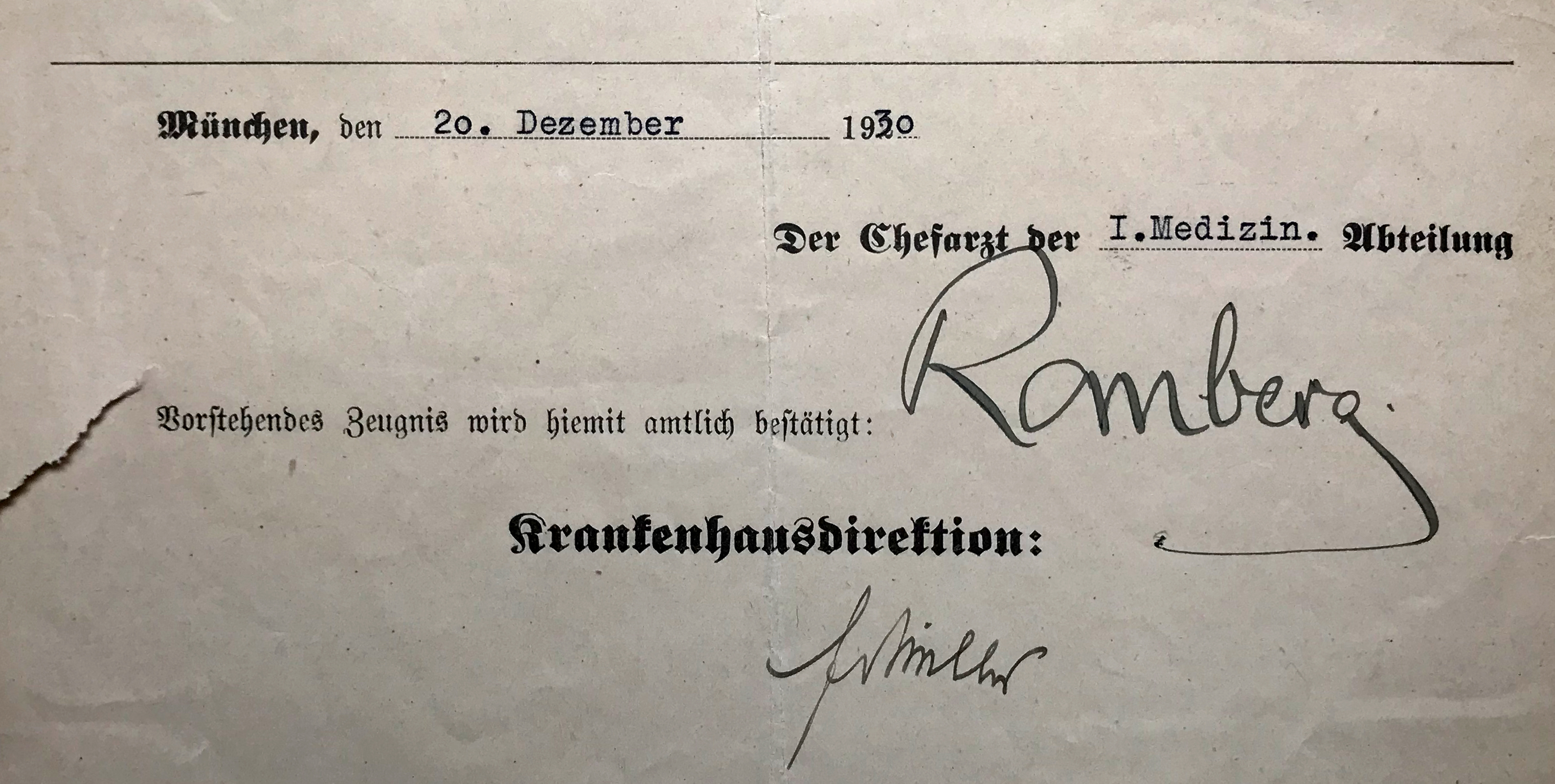
Unterschrift von Ernst von Romberg auf einem Dokument

1895 wurde er außerordentlicher Professor.
1900 wechselte er an die Universität Marburg, wo er 1901 ordentlicher Professor wurde. 1904 wurde er Professor in Tübingen und 1912 an der Universität München.
Im Jahr 1909 wurde er zum Mitglied der Leopoldina gewählt. 1912–1933 war Ernst von Romberg Ärztlicher Direktor der II. Med. Klinik der Münchner Universitätskliniken.
Ernst Romberg starb im Alter von 68 Jahren.

## Grabstätte
Die Grabstätte von Ernst Romberg befindet sich auf dem Münchner Waldfriedhof (Grabnr. 147-W-24).

## Namensgeber für Straße
Nach Ernst Romberg wurde 1947 in München im Stadtbezirk 23 (Allach-Untermenzing) ⊙ die Ernst-von-Romberg-Straße benannt.

## Schriften
- Über Lehren und Lernen in der inneren Medizin. München 1900
- Lehrbuch der Krankheiten des Herzens und der Blutgefässe. Stuttgart 1906
- Die chronische Insuffizienz des Herzmuskels. Deutsche Klinik, Band 4, Berlin u. Wien 1907
- Über die Entwicklung der Lungentuberkulose. Berlin 1927
- Über die Dekompensation der erworbenen Herzklappenfehler und ihre Behandlung. Berlin 1929